# Shadow Sorcerer
Shadow Sorcerer est un jeu vidéo de rôle développé par U.S. Gold  et publié par Strategic Simulations (SSI) en 1991 sur Amiga, Atari ST et MS-DOS. Le jeu est basé sur le jeu de rôle médiéval-fantastique Donjons et Dragons, publié par TSR. Il est le troisième volet d’une trilogie se déroulant dans l’univers de Lancedragon et fait suite à Heroes of the Lance et Dragons of Flame publié respectivement en 1988 et 1989. Il prolonge l'histoire raconté dans son prédécesseur en suivant toujours la trame du premier roman des Chroniques de Lancedragon,  intitulé Dragons d'un crépuscule d'automne, écrit par Margaret Weis et Tracy Hickman et publié en 1984. Il se distingue de ses prédécesseurs par ses graphismes, avec une vue en 3D isométrique, et par son système de jeu qui en fait un véritable jeu de rôle, contrairement à ses prédécesseurs.
À sa sortie, Shadow Sorcerer a bénéficié d'un accueil de la presse spécialisée plus positif que son prédécesseur grâce à son système de jeu innovant qui, d'après les critiques, a constitué une avancée majeure dans la jouabilité des jeux vidéo basés sur Donjons et Dragons,.

## Trame

### Univers
Shadow Sorcerer prend place dans l’univers Lancedragon, un décor de campagne du jeu de rôle Donjons et Dragons. Le jeu se déroule dans le monde de Krynn, un pays mythique dans lequel les humains, les elfes et les nains affrontent les draconiens, une race d’homme-dragons belliqueuse alliés a des dragons maléfiques. Le jeu se déroule après les événements raconté dans Dragons of Flame lors desquels les héros de la lance parvenait à libérer les esclaves travaillant dans la forteresse de Pax Tharkas.

### Scénario
L'objectif du jeu est de trouver un refuge pour les 500 esclaves fraîchement libéré du joug des draconiens. 

## Accueil
| Shadow Sorcerer |    |      |
| Amiga Action    | US | 78 % |
| Amiga Format    | US | 74 % |
| Amiga Power     | US | 71 % |
| CU Amiga        | US | 81 % |
| Gen4            | FR | 78 % |
| Joystick        | FR | 95 % |
| The One         | GB | 77 % |
| Zero            | GB | 87 % |